# Máirtín Ó Direáin
Máirtín Ó Direáin est un écrivain et poète irlandais, né le 29 novembre 1910 dans l’île d'Inis Mór et mort le 19 mars 1988 à Dublin.
Avec Seán Ó Ríordáin et Máire Mhac an tSaoi, il est considéré comme l'un des trois poètes d'expression irlandaise les plus importants du XXe siècle.

## Biographie

### Jeunesse
Né le 29 novembre 1910 à Sruthán, dans l’ile d’Inis Mór, Ó Direáin y vécut jusqu’à l’âge de dix-sept ans.
Sa mère, Maireád Ní Dhireáin, avait épousé son père, Seán Ó Direáin, en secondes noces, son premier mari s’étant noyé peu après leur mariage. Elle avait passé dix années aux États-Unis – à Dorchester, Boston – avant de retourner en Irlande et avait ensuite passé trois années de plus aux États-Unis avant de rentrer définitivement au pays et de se remarier avec le père du poète. Máirtín Ó Direáin fut l’aîné d’une fratrie de quatre enfants, dont deux de ses frères – Tomás et Seán – publièrent également des textes littéraires.
Ó Direáin n’avait que sept ans lorsque son père mourut en 1917. Cette tragédie fit une grande impression sur le garçon sensible que fut Ó Diréain, de sorte qu’il eut une enfance plutôt solitaire, préférant éviter les sorties auxquelles s’adonnaient les autres enfants de l’île. Dans le poème ‘Óige an Fhile’ (irlandais : ‘La jeunesse du poète’), Ó Direáin se traite de « buachaill aisteach ciúin » (étrange garçon taiseux).
Ó Direáin quitta l’école de l’île à l’âge de 14 ans avant de la réintégrer quelques années plus tard. À un certain moment, l’on le destinait à la prêtrise mais ce projet fut contrarié par une grippe sévère qu’Ó Direáin attrapa en 1924.
Alors qu’il avait dix-sept ans, Ó Direáin quitta son île natale pour aller s’installer à Galway, où il prit un poste de clerc dans le bureau de poste de la ville. À l’époque, un certain nombre de ces postes furent effectivement réservés à de jeunes hommes issus de la Gaeltacht, à savoir les régions d’Irlande où l’irlandais reste la langue vernaculaire.
À partir de janvier 1928 et jusqu’au mois de juillet 1937, Ó Direáin habita Bóthar na gCeannaithe. Quoiqu’il se dît « jeté au sein de la culture anglophone » lors des années passées à Galway, cette époque fut aussi celle qui le vit s’initier à l’écriture et à la lecture en langue irlandaise, ce qu’il fit grâce aux revues irlandophones disponibles à la bibliothèque de la ville.
Pendant cette même période, il fut membre du Conradh na Gaeilge, y occupant même le rôle de secrétaire. Ó Direáin devint aussi comédien et joua dans plusieurs pièces au sein de la troupe du théâtre national de langue irlandaise, An Taibhdhearc. Cette expérience théâtrale aurait un impact important sur le développement littéraire d’Ó Direáin puisqu’elle lui offrit à la fois sa première initiation à la littérature et l’occasion de découvrir l’œuvre du dramaturge J. M. Synge, découverte qui se fit par le biais d’une traduction irlandaise de l’œuvre de Synge.

### Les années d’exil
En 1937, Ó Direáin monta à Dublin pour devenir fonctionnaire. Il passerait le reste de sa vie à Dublin, occupant plusieurs postes dans la fonction publique. Pendant les années de la Seconde guerre mondiale, il travailla dans le département de la Censure, rattaché au ministère de la Poste, période qu’il qualifia par la suite des « cinq années les plus sèches » de sa vie. Après la guerre, Ó Direáin continua à travailler dans la fonction publique jusqu’à ce qu’il prît sa retraite en 1978. Il y occupa des postes dans plusieurs départements, y compris ceux de l’éducation professionnelle et de l’éducation secondaire.
En 1945, Ó Direáin épousa Áine Colivet. De leur union naquît une fille, Niamh.

### Mort et postérité
Ó Direáin mourut le 19 mars 1988, à Dublin.
En 2003, un documentaire, An Charraig Stoite (irlandais : ‘Le roc arraché’), écrit par Alan Titley et réalisé par Mac Dara Ó Curaidhín, lui est dédié.

## Œuvre
Ó Direáin avait presque trente ans avant d’écrire son premier poème, ‘Réalt na hOíche’ (irlandais: ‘Étoile de la nuit’), paru dans la revue Scéala Éireann en décembre 1938. Écrivant à propos de ce premier poème publié, Síobhra Aiken note qu’« au lieu d’adopter les mètres traditionnels de la poésie irlandaise, [Ó Direáin] fit le choix du vers libre et devint ainsi l’un des trois poètes, avec Máire Mhac an tSaoi et Seán Ó Ríordáin, qui fondèrent la poésie de langue irlandaise moderne ».
Il publia son premier recueil de vers, Coinnle Geala (irlandais : ‘Cierges lumineux’) en 1942 et son deuxième, Dánta Aniar (irlandais : ‘Poèmes venus de l’ouest’), parut l’année suivante. Ces deux premiers recueils furent publiés à compte d’auteur et ne suscitèrent guère d’intérêt chez la critique. Son troisième recueil, Rogha Dánta (irlandais : ‘Poèmes choisis’) parut en 1949. Ce recueil connaît un accueil plus favorable et c’est à partir de ce moment-là que la carrière d'Ó Direáin démarre.
Le succès dont Ó Direáin jouit plus tard, à la fois en Irlande et à l’étranger, se mesure à l’aune des prix littéraires qu’il reçut. Parmi ces prix, l’on peut citer le Prix Butler que lui accorda l’Institut Irlando-Américain en 1967 et le Ossian-Preis (allemand : Prix Ossian) qu’il se vit décerner en 1977 par la Fondation Freiherr Von Stein de la ville de Hambourg en Allemagne.
Si sa réputation repose essentiellement sur son œuvre poétique, Ó Direáin écrivait aussi de la prose, principalement des articles parus dans des revues et des journaux de langue irlandaise tels que Feasta, An Stoc, Ar Aghaidh et Scéala Éireann.

### Principaux recueils de poésie
- Coinnle Geala (1942) ;
- Dánta Aniar (1943) ;
- Rogha Dánta (1949) ;
- Ó Mórna agus Dánta Eile (1957) ;
- Ár Ré Dhearóil (1962) ;
- Cloch Choirnéil (1967) ;
- Crainn is Cairde (1970) ;
- Ceacht an Éin (1984) ;
- Dánta 1939-79 (1980) ;
- Béasa an Túir (1984) ;
- Tacar Dánta/Selected Poems (1984) ;
- Craobhóg: Dán (1986)